# Carel Dake
Carel Lodewijk Dake (Amsterdam, 26 augustus 1857 – aldaar, 8 augustus 1918) was een Nederlands kunstschilder.
Hij doceerde aan de Rijksacademie voor Beeldende Kunsten in Amsterdam, waar hij onder meer les gaf aan Guillaume Eberhard, Johanna Pieneman, Lizzy Ansingh, Germ de Jong Tine Baanders en Lou Loeber.
Dake was lid van de Amsterdamse kunstenaarsvereniging Arti et Amicitiae en voorzitter in de periode 1892-1896.
Zijn zoon Carel Lodewijk Dake jr (1886-1946) was eveneens kunstschilder en graficus, en was werkzaam in Nederland, San Francisco en met name in Nederlands-Indië. Ook woonde hij enige tijd in India en China. Hij was gewijd tot Boeddhistisch priester, was een kenner van oosterse godsdienstfilosofie en was lid van de Orde van Vrijmetselaren.
- Bibsys: 90813247
- Biografisch Portaal: 54669772
- Gemeinsame Normdatei: 133359387
- International Standard Name Identifier: 0000 0001 1630 0516
- Nationale Bibliotheek van Tsjechië: hka2009552123
- Nationale Bibliotheek van Israël: 987007307513005171
- Nationale Bibliotheek van Polen: a0000002121917
- Nederlandse Thesaurus van Auteursnamen: 072597321
- RKD-Nederlands Instituut voor Kunstgeschiedenis: 19709
- Union List of Artist Names: 500105222
- Virtual International Authority File: 43025342
- WorldCat: E39PBJy4cW7jXyg96YptYBBkjC